# アメリカカイロプラクティック協会
アメリカカイロプラクティック協会（America Chiropractic Association、以下ACA）は、バージニア州アーリントンに本拠を置くアメリカ最大のカイロプラクティック団体。
カイロプラクティックを支持する法律・政策の支援や研究支援を行っている。会員数は15,000名であり、世界のカイロプラクティック業界の中心であるアメリカにおいて、最大の団体として活動している。

## 概要
元々ACAは1922年に設立され、1930年にユニバーサルカイロプラクター協会と合併して全米カイロプラクティック協会(NCA)を形成した。1963年、NCAは再びACAという名称で再編成された。
協会の審議機関である下院(HOD)は、全50州を代表する124人の代議員、ACA理事会、ACAの専門評議会、米国カイロプラクティック学部協会(FACA)、米国学生カイロプラクティック協会(SACA)、およびACAの州支部で構成されており、HODは年に一度、通常その年の第1四半期に開催される協会の年次総会で直接会合を行う。
ACAは専門評議会を通じて、以下のカイロプラクティック実践の12の専門分野を正式に認めている。
- 画像診断協議会(DACBR)
- 理学療法とリハビリテーション評議会(リハビリテーション評議会)(DACRB)
- カイロプラクティック鍼灸評議会(DABCA)
- 栄養評議会(DACBN / CBCN)
- 診断・内的疾患審議会(DABCI)
- カイロプラクティック整形外科評議会(DACO / DABCO)
- 神経学評議会(DACAN/DACNB/DIACN)
- カイロプラクティック・スポーツ・カウンシル(DACBSP)
- カイロプラクティック小児科学会(DICCP)
- 産業衛生審議会(DACBOH)
- 法医学評議会(DABFP)
- 女性の健康に関する評議会

## 歴史
ACAは1906年にパーマー・スクール・オブ・カイロプラクティックで設立された、最初の全国的なカイロプラクティック会員協会の1つであるユニバーサル・カイロプラクターズ・アソシエーション(UCA)の組織的な子孫である。現在のACAは、1963年に全米カイロプラクティック協会と別の全国協会の分派グループが合併して設立された。その歴史の中で、ACAとその前身は、カイロプラクティックの研究と教育の分野で、専門職の最も重要な基礎組織のいくつかを設立する責任があった。現在は、米国内だけではなく、世界のカイロプラクティックの普及に対しても協力している。

## 目的
ACAはカイロプラクティックでメンバーとコミュニティの健康を改善することを目的としており、カイロプラクティックの専門家と協力し、カイロプラクティックを支持する法律や政策を支援し、治療実践のための研究を支援している。またACAメンバーに専門的および教育的機会を提供している。

## 会員
ACA会員は、ACAの独占保険プログラム、診療管理サービス、クリニックおよび事務用品、ホテルおよびレンタカーの割引など、関連製品およびサービスに対する幅広い割引を受けることができる。
会員限定の保険商品・サービス
- AGIA

マーケティング・マネジメント
- Chiromatrix
- Jane
- Kats Consultants Business Advisors
- MyoCore
- Chiro One
- Marketing360
- Olympus
- ONLINE CHIRO
- well received

医療過誤保険
- ChiroPreferred
- NCMIC

クレジットカード処理
- NCMIC

オフィスサービスおよび消耗品
- Lenovo
- ODP Business Solutions
- Travel discounts
- UPS

備品
- DCcureR

患者向け製品・サービス
- BiofreezeR Professional
- Ceragem
- ObusForme
- Saatva
- Standard Process

## 提携企業
- ACCR
- BiofreezeR Professional
- Ceragem
- Chiromatrix
- Chiro One
- ChiroPreferred
- DCcureR
- Jane
- Marketing360
- Saatva
- Standard Process
- Olympus
- ONLINE CHIRO
- well received

## 関連文献
- National Board of Chiropractic Examiners. Practice Analysis of Chiropractic 2020.
- Coleman, R. R., Wolf, K. H., Lopes, M. A., & Coleman, J. M. (2013). History or Science: The Controversy Over Chiropractic Spinography.                            Chiropractic History, 33(1), 66-81.
- Homola, S. (2001). Is the chiropractic subluxation theory a threat to public health? Symposium on 'alternative' public health threats. Scientific                   Review Of Alternative Medicine, 5(1), 45-53.